# Quercus parvula
Quercus parvula es una especie del género Quercus dentro de la familia de las Fagaceae. Está clasificada en la Sección Lobatae; del roble rojo de América del Norte, Centroamérica y el norte de América del Sur que tienen los estilos largos, las bellotas maduran en 18 meses y tienen un sabor muy amargo. Las hojas suelen tener lóbulos con las puntas afiladas, con cerdas o con púas en el lóbulo.

## Distribución y hábitat
Es un endemismo de Estados Unidos donde se distribuye por Isla Santa Cruz.

## Taxonomía
Quercus parvula fue descrita por Edward Lee Greene y publicado en Pittonia 1(3): 40. 1887.
Etimología
Quercus: nombre genérico del latín que designaba igualmente al roble y a la encina.
parvula: epíteto latíno que significa "muy pequeña".
Sinonimia
- Quercus parvula var. parvula
- Quercus wislizeni f. parvula (Greene) Trel.[1][4]

var. shrevei (C.H.Mull.) Nixon
- Quercus shrevei C.H.Mull.